# Strophomeniidae
De Strophomeniidae is een familie van weekdieren uit de orde Cavibelonia.

## Geslachten
- Anamenia Nierstrasz, 1908
- Strophomenia Pruvot, 1899